# Казарка (рід)
Казарка (Branta) — рід птахів родини качкових.

## Загальна характеристика
Зовні подібні до гусей, але зазвичай значно менші, за винятком деяких підвидів канадської казарки. Забарвлення різноманітне з переважанням темних кольорів, лапи чорні; статевий диморфізм не виражений. Довжина тіла до 60 см, вага до 8 кг.
Поширені в Європі, Азії, Північній Америці. Населяють переважно тундру і лісотундру, але деякі гніздяться біля водойм лісової зони і в антропогенному ландшафті (канадська казарка). Гавайська казарка (Branta sandvicensis) населяє вулканічні острови Гавайського архіпелагу.

## Систематика
У межах роду виділяють 6-8 видів, які існують у наш час, один підвид вимерлий у ХХ ст. і один — в доісторичний час. У фауні України 4 види.
- Казарка чорна (Branta bernicla) — в Україні рідкісний залітний
  - Branta (bernicla) hrota
  - Казарка американська (Branta (bernicla) nigricans)
- Казарка канадська (Branta canadensis) — в Україні рідкісний залітний
- Казарка мала (Branta hutchinsii)
  - Branta hutchinsii asiatica — підвид із сумнівною діагностикою, вимерлий бл. 1929
- Казарка білощока (Branta leucopsis) — в Україні рідкісний залітний
- Казарка червоновола (Branta ruficollis) — в Україні пролітний, зимуючий
- Казарка гавайська (Branta sandvicensis)
- †Branta hylobadistes — вимерла в доісторичний час
- †Branta rhuax — вимерла в доісторичний час